# Ossip Piatnitski
Ossip Aronovitch Piatnitski (en russe : Осип Аронович Пятницкий), (né le 17 janvier 1882 dans l'Empire russe, mort en URSS le 30 octobre 1938), est un militant bolchevik.

## Biographie
Militant bolchévique d'origine ouvrière, fils de charpentier juif lituanien, il prend des responsabilités au sein du Komintern dès 1921. Avec Dmitri Manouïlski, il joue un grand rôle dans les affaires du Parti communiste français. L'historien Philippe Robrieux écrit que c'est lui qui, dans les années 1930, a barré la route à Jacques Doriot contre l'avis de Manouïlski.
Dénoncé comme trotskiste, il est arrêté le 7 juillet 1937, et exécuté le 30 octobre 1938. Il fut réhabilité lors du XXe congrès du Parti communiste de l'Union soviétique en février 1956.